# Doullens
Doullens (Nederlands: Dorland) is een gemeente in het Franse departement Somme (regio Hauts-de-France). De plaats maakt deel uit van het arrondissement Amiens. Doullens telde op 1 januari 2022 5.814 inwoners.

## Geschiedenis
De oorsprong van de naam van de gemeente is onduidelijk. Oude schrijfwijzen zijn Donincum (931) en Dourleng (1147). Oude Vlaamse schrijfwijzen waren Dorlens of Durlens (12e eeuw). Een waarschijnlijke oorsprong van de naam is het Gallische "dol" of "dolen" dat wijst op een meander in een rivier.

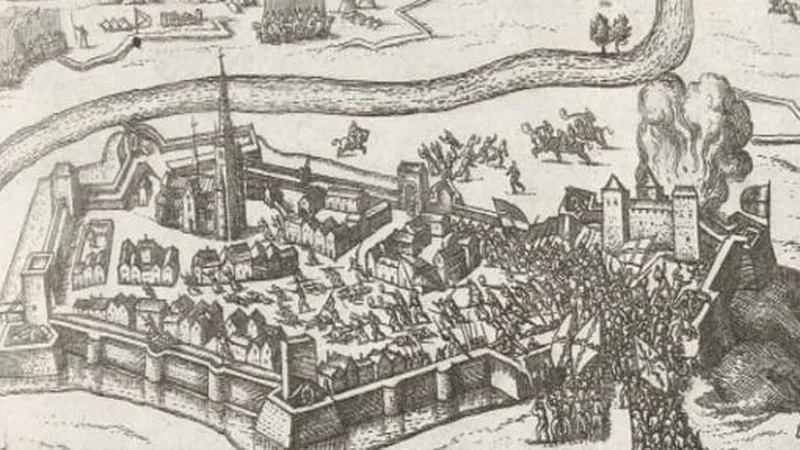
Inname van de citadel en de stad door het Spaanse leger in 1595

Doullens kreeg van de graven van Ponthieu een stadscharter en privileges.
In de 16e en 17e eeuw was Doullens een grensstad van Frankrijk nabij de Spaanse Nederlanden. In 1521 en 1523 werden aanvallen van het keizerlijke leger afgeslagen, maar in 1522 werd de stad ingenomen door een Spaanse leger. Daarna werd begonnen met de bouw van een citadel in Doullens. De stad werd in 1585 en 1595 geplunderd door de Spanjaarden. In 1599 werd de citadel gemoderniseerd onder leiding van Errard de Bar le Duc (1554-1610). Er werd verder gebouwd aan de citadel tot na 1655. In de citadel was een garnizoen van 3000 man gelegerd. Met de Vrede van de Pyreneeën (1659) verloor de citadel haar strategisch belang nu de grens naar het noorden opschoof. Daarna deed de citadel af en aan dienst als gevangenis tot 1891.
Op 26 maart 1918 werd in het stadhuis de Conferentie van Doullens gehouden naar aanleiding van het Duitse offensief op het westelijk front. Daarbij werd een commandostructuur voor de gezamenlijke Franse en Britse legers opgezet met aan het hoofd Ferdinand Foch.

## Bezienswaardigheden
Als folkloristische erfgoed is er de 6 meter lange reus Florimond Long Minton.
Bouwkundig kan men opnoemen:
- Het Belfort van Doullens (1613)
- De citadel, ten zuiden van het stadscentrum
- De ruïnes van de Église Saint-Pierre, een kerk uit de 13de eeuw
- De Église Notre-Dame, een kerk uit de 12e eeuw met een koor uit de 18e eeuw
- Musée Lombart
- Stadhuis (eind 19e eeuw)

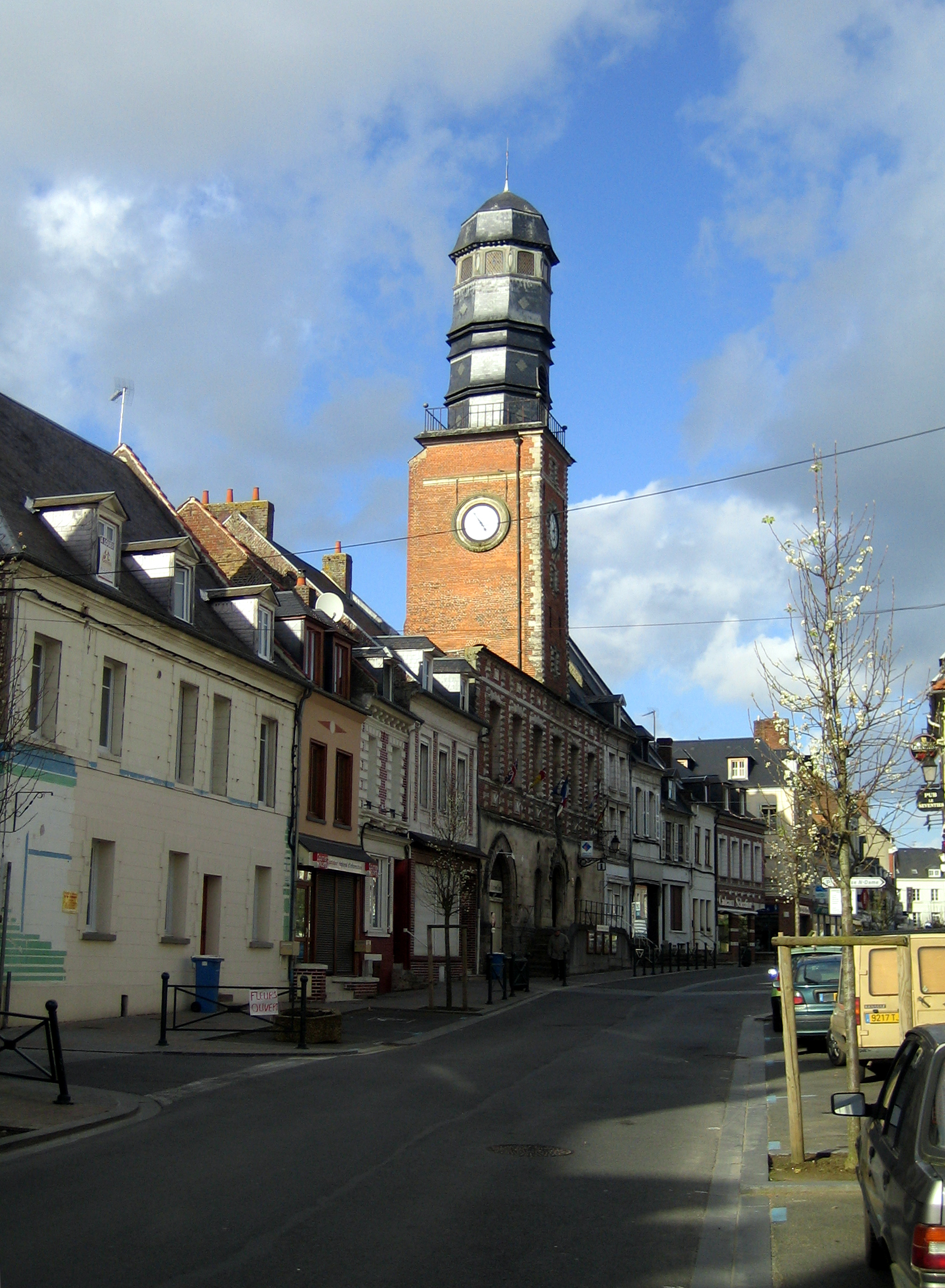
Belfort
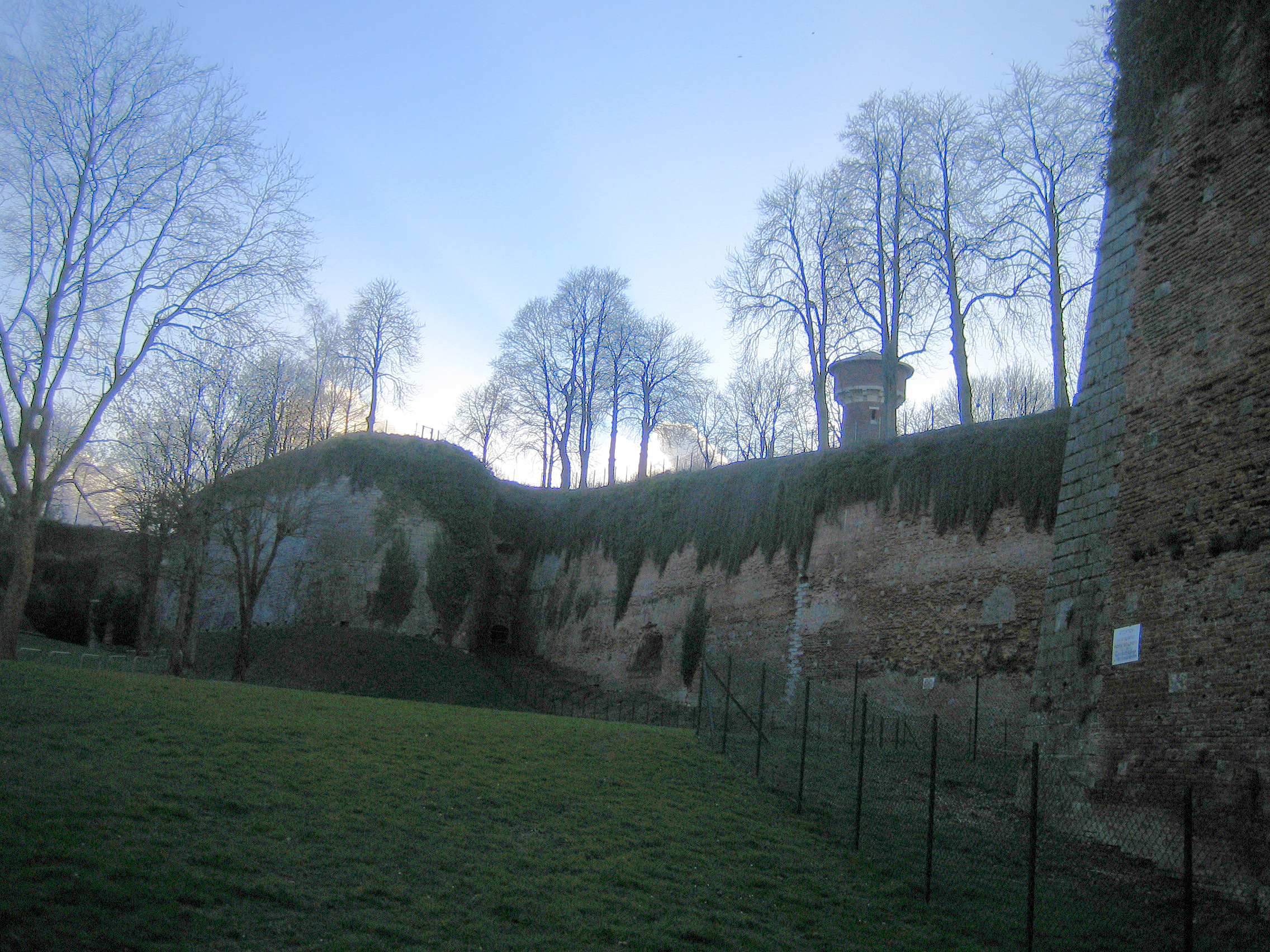
Citadel
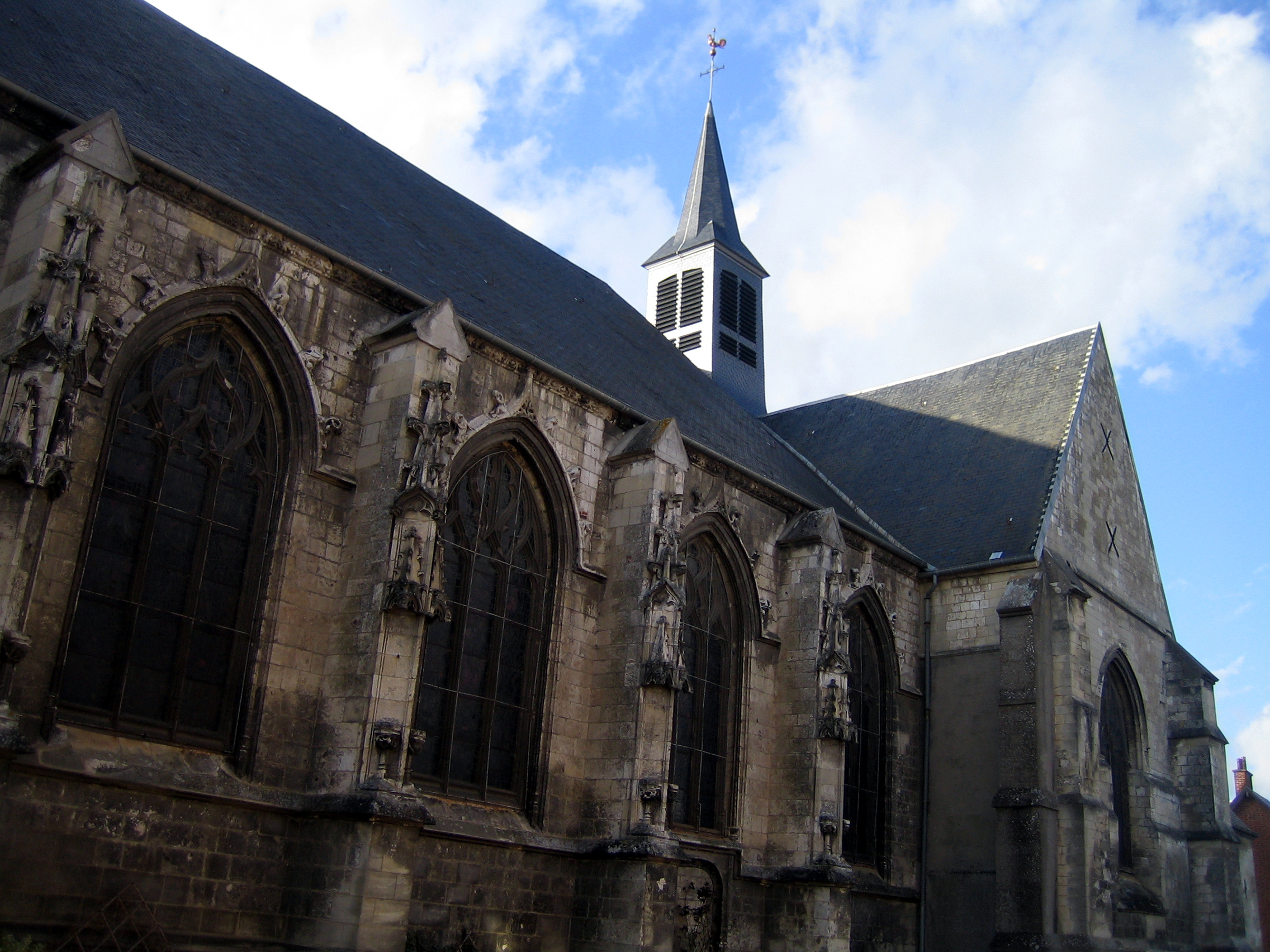
Église Notre-Dame
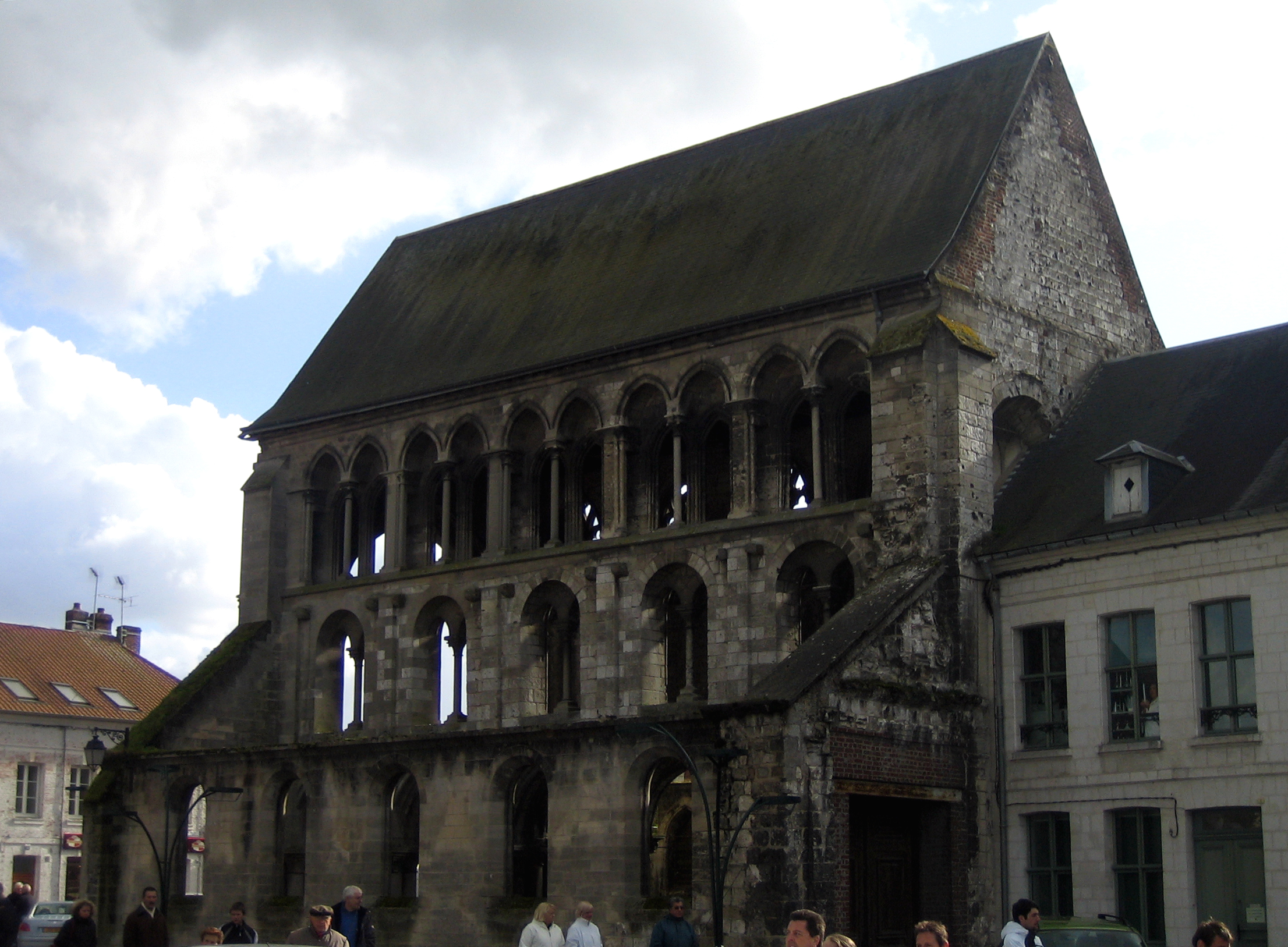
Ruïnes van de Église Saint-Pierre
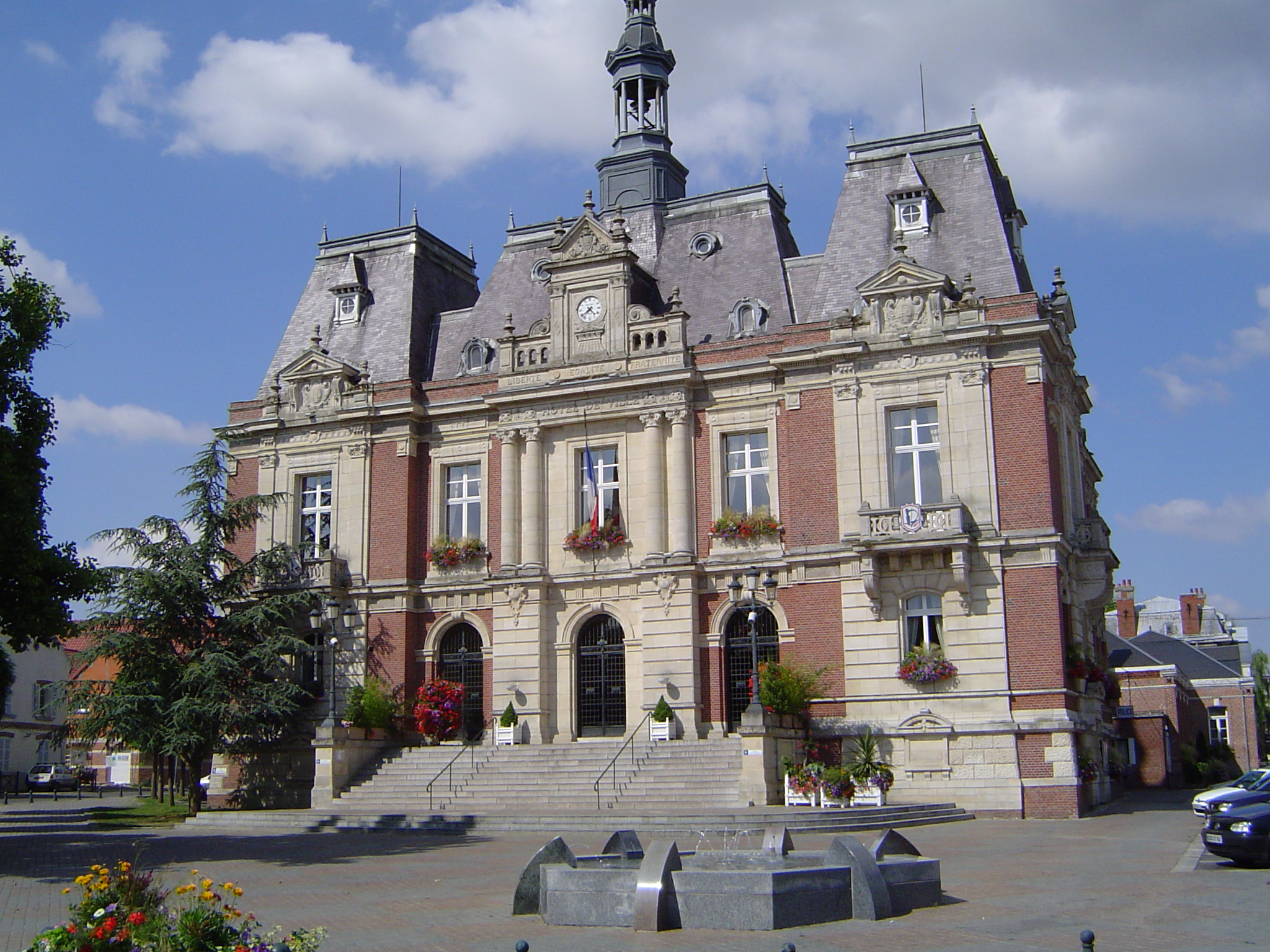
Stadhuis

## Geografie
De oppervlakte van Doullens bedroeg op 1 januari 2022 33,4 vierkante kilometer; de bevolkingsdichtheid was toen 174,1 inwoners per km².
De stad ligt in de vallei van de Authie aan de samenvloeiing van de Grouches en de Authie. Het zuiden van de gemeente is zacht glooiend terwijl het noorden meer heuvelachtig is. In de nabijheid van Doullens ligt de heuvel Côte de Doullens die vroeger bereden werd als klassieker door wielrenners.
De onderstaande kaart toont de ligging van Doullens met de belangrijkste infrastructuur en aangrenzende gemeenten.

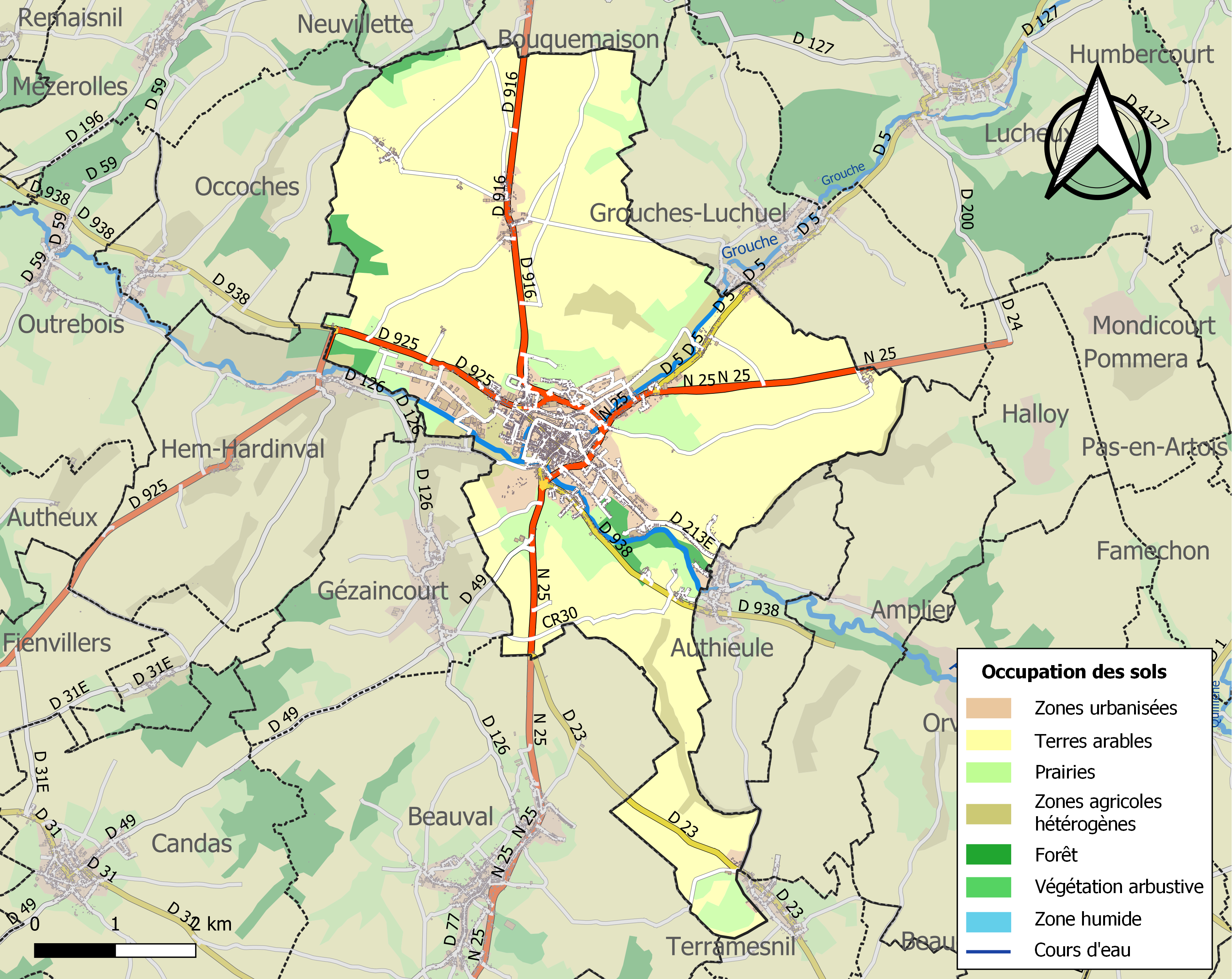

## Demografie
Onderstaande figuur toont het verloop van het inwonertal (bron: INSEE-tellingen).